# Bartholomäus Bernhardi

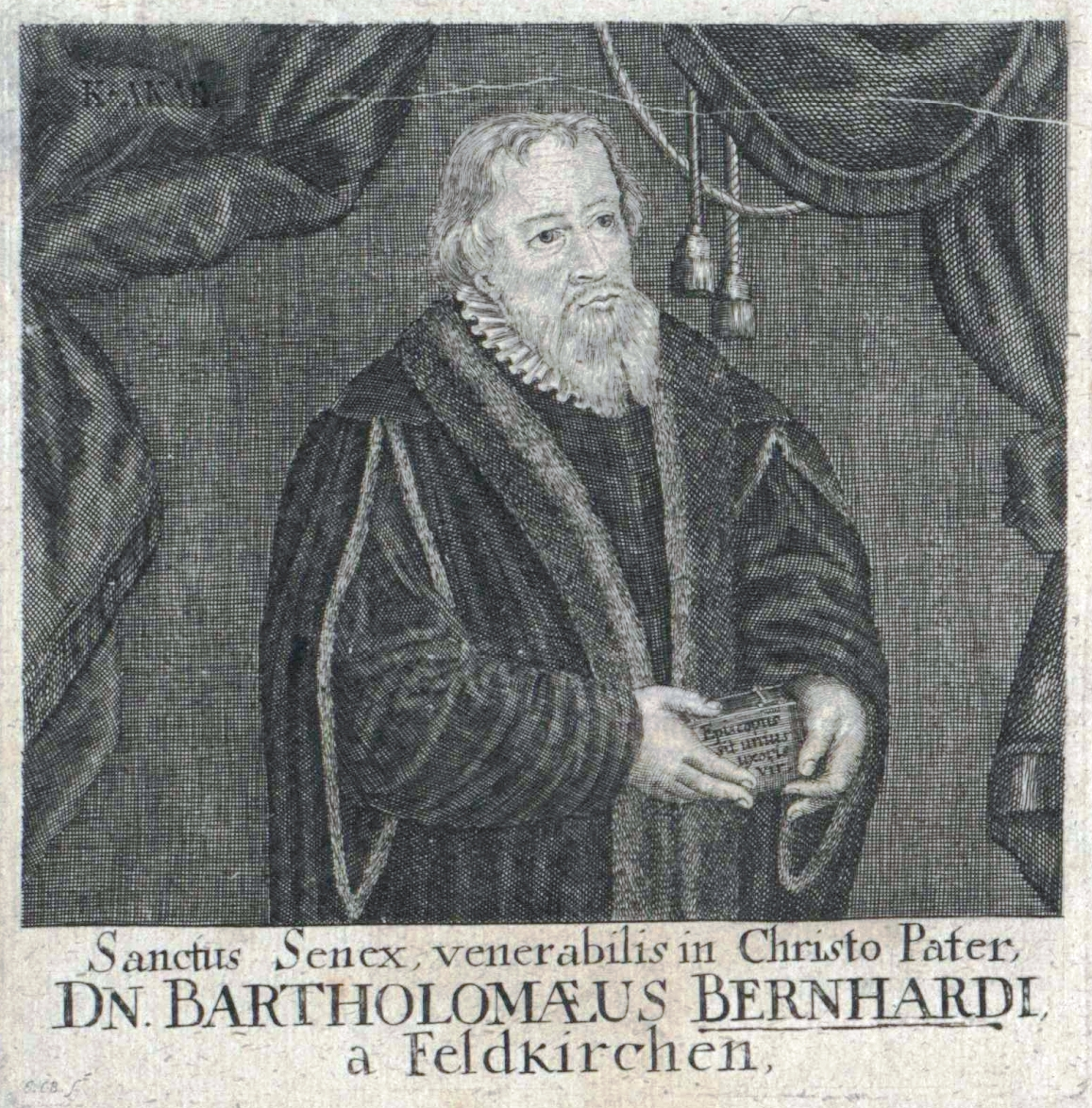
Bartholomäus Bernhardi, Stich von Johann Christoph Boecklin

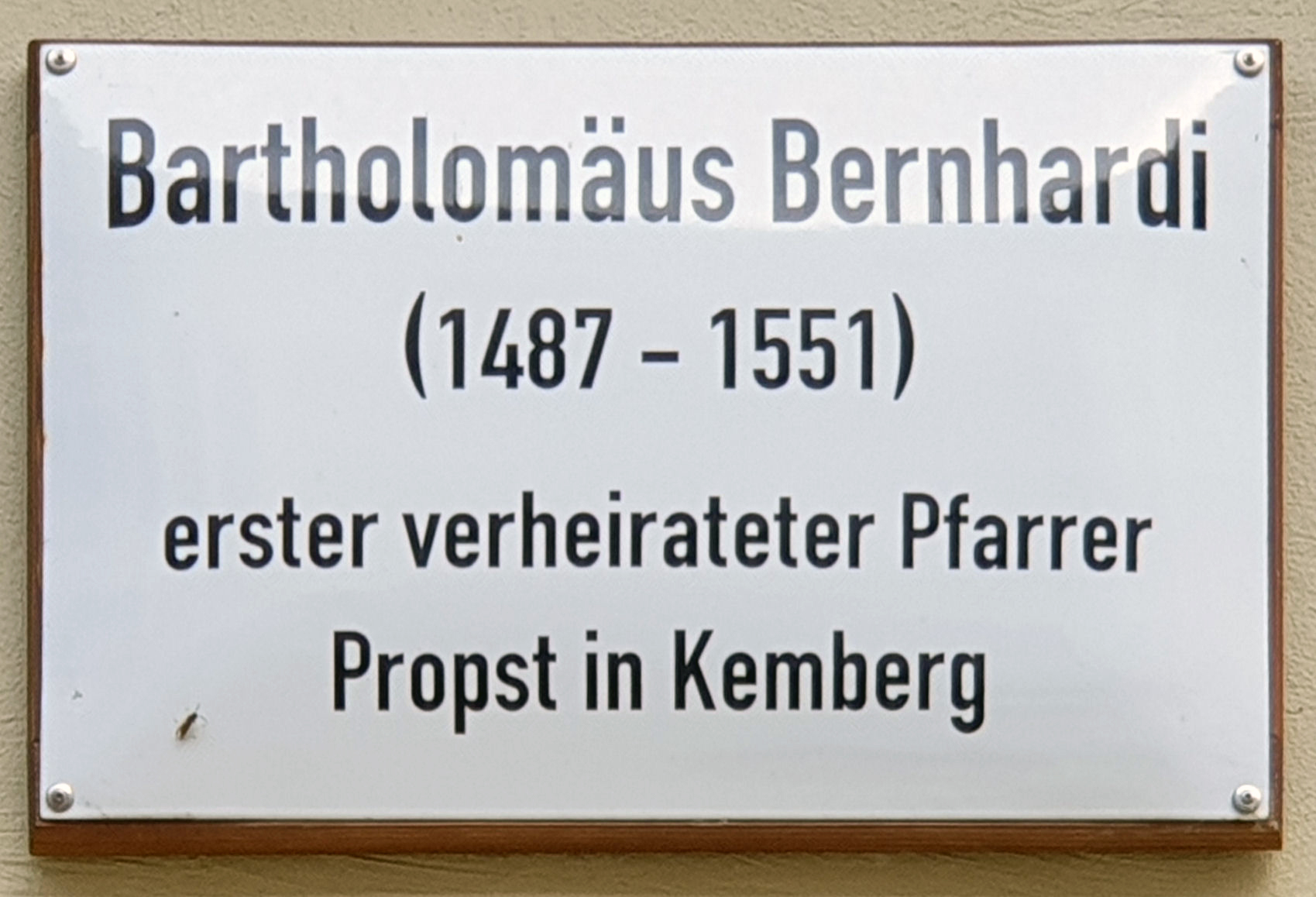
Gedenktafel am Haus, Collegienstraße 37, in Wittenberg

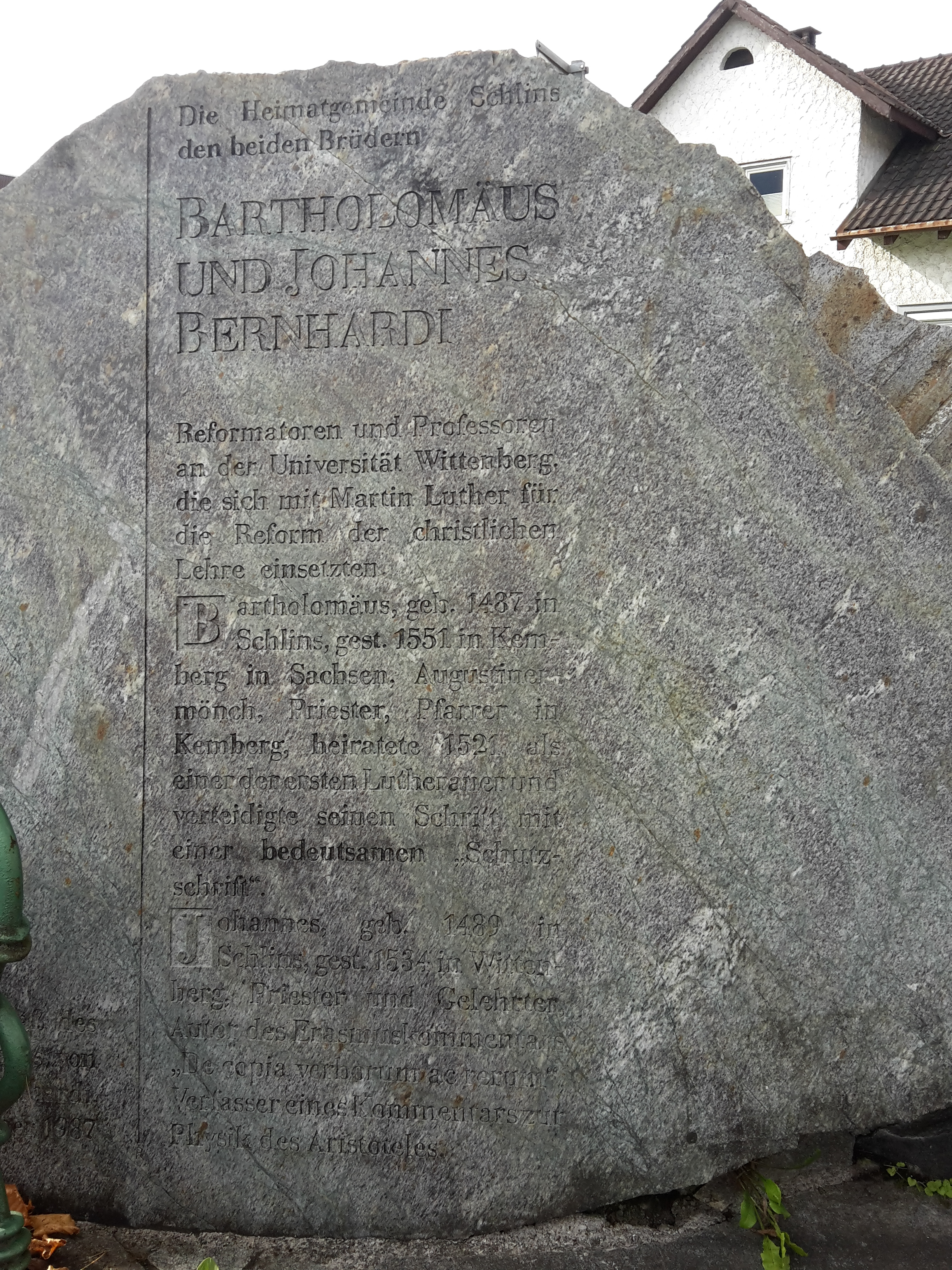
Gedenkstein für Bartholomäus und Johannes Bernhardi in der Heimatgemeinde Schlins in Vorarlberg, Österreich

Bartholomäus Bernhardi (* 24. August 1487 in Schlins; † 21. Juli 1551 in Kemberg) war ein lutherischer Theologe und Reformator.

## Leben
Bartholomäus Bernhardi wurde als Sohn des Spruchrichters Hans Bernhardi und dessen Frau Elsa geb. Rüchlin in Schlins bei Feldkirch geboren, besuchte 1499 die Lateinschule in Eisenach, die auch der etwas ältere Martin Luther besuchte, und immatrikulierte sich 1503 mit seinem Bruder Johannes Bernhardi (1490–1534) an der Erfurter Universität. Er wechselte am 28. Mai 1504 an die neu gegründete Universität Wittenberg und studierte dort u. a. mit Christoph Metzler. Dort erhielt er 1505 den akademischen Grad eines Baccalaureus, am 21. Februar 1508 den eines Magisters artium, wurde 1509 in den Artistensenat der Universität aufgenommen und bekleidete ab diesem Jahr die Professur für Physik nach Thomasius. 1509 trat er in den Wittenberger Augustinerorden ein.
Danach wandte er sich der Theologie zu, wurde 1512 Baccalaureus biblicus, war von 1513 bis 1516 als Subdiakon in Brandenburg an der Havel, als Diakon in Halberstadt und Priester in Chur tätig, kehrte 1516 nach Wittenberg zurück und wurde Sententiarius der Theologie. Dafür verfasste er die Disputation Quaestio de viribus et voluntate hominis sine gratia, womit er reformatorische Erkenntnisse der akademischen Öffentlichkeit präsentierte. Diese Publikation ermöglichte eine Kommunikation über das Für und Wider von Luthers theologischen Anliegen. 1518 wurde er als Lizentiat an der theologischen Fakultät aufgenommen, war im Wintersemester 1512 Dekan der philosophischen Fakultät und im Wintersemester 1518/19 Rektor der Universität.
Während dieser Zeit lernte er auch die Ideen seines einstigen Schulfreundes Martin Luther kennen, der seit 1511 wie er Augustiner in Wittenberg war. Bernhardi, der bereits 1516 Dissertationen gegen sophistische Schultheologen geschrieben und damit den elenden Zustand des Menschen nach dem kläglichen Sündenfall angeprangert hatte, stand auch hinter seinem Freund, als dieser 1517 seine 95 Thesen der Öffentlichkeit bekannt machte, und verteidigte ihn während des Ablassstreites 1518 als Rektor der Wittenberger Hochschule. Durch den Tod des damaligen Kemberger Propstes Ziegelheim an der Pest sowie das der Universität zustehende Patronatsrecht wurde er 1518 zum Propst und Pfarrer in Kemberg gewählt und war dort der erste Pfarrer und Propst, der die evangelische Lehre verkündete. Am 24. August 1521 vermählte er sich, trotz seines Priestergelübdes, in Kemberg vermutlich mit der Kembergerin Gertraude Pannier (* 1495). Aus dieser Ehe gingen sieben Kinder hervor. Damit wurde er der Begründer des evangelischen Pfarrhauses. Luther schrieb ihm von der Wartburg einen Brief, in dem er den Mut Bernhardis bewunderte und ihm herzliche Segenswünsche übermittelte.
Die Hochzeit erregte damals die Gemüter und Bernhardi musste seinen Schritt zur Ehe öffentlich verteidigen. Dabei forderte der Erzbischof Albrecht von Magdeburg und Mainz den sächsischen Kurfürsten Friedrich dem Weisen auf, Bernhardi an das geistliche Gericht auszuliefern. Zu seiner Verteidigung reichte Bernhardi eine von ihm verfasste und von Philipp Melanchthon überarbeitete Schutzschrift (Apologia pro M. Bartholomaeo praepositio, qui uxorem in sacerdotio duxit) ein, die in mehreren deutschen und lateinischen Schriften in Wittenberg und Erfurt 1521/22 gedruckt wurde. Auch Andreas Bodenstein nahm diesen Fall in seinen Disputationen auf und verwendete ihn in seinen Schriften über Zölibat und Gelübde. Da der Erzbischof Bernhardis Rechtfertigung nicht als ausreichend anerkennen wollte, wandte sich dieser wiederum an Friedrich den Weisen, der Bernhardi unterstützte und ihn vor weiteren Verfolgungen bewahrte.
Als Kemberg im Schmalkaldischen Krieg nach der Schlacht bei Mühlberg von Spaniern besetzt wurde, hatte Bernhardi mit seiner Gemeinde Misshandlungen auszustehen. Er selbst wurde über seinem Studiertisch aufgehängt, von welchem Zustand ihn seine Frau jedoch befreien konnte. Ein anderes Mal wurde er von den spanischen Söldnern an ein Pferd gebunden und etliche Meilen in das kaiserliche Heerlager geschleift, wo ihn dann ein deutscher Offizier von der Tortur erlöste. Dennoch blieb er seiner Gemeinde treu verbunden bis zu seinem Tod am 21. Juli 1551.
Sein Grabstein befindet sich noch immer in der Kemberger Stadtkirche. Auf dem 1565 von Lucas Cranach dem Jüngeren geschaffenen Flügelaltar der Kirche, der 1994 bei einem Schwelbrand stark beschädigt wurde, war er neben anderen Reformatoren abgebildet. 1987 errichtete man ihm in Schlins vor der St.-Anna-Kapelle ein Denkmal. Am 21. April 2014 wurde in Kemberg ebenfalls ein Denkmal für ihn enthüllt.

## Familie
Aus seiner der frühesten evangelischen Pfarrerehen, gingen zwei Söhne und fünf Töchter hervor:
- Catharina (Katharina) Wanckel, geb. Bernhardi, * 1522 (oder 1523?) in Kemberg, † 1576/1577 in Kemberg, verheiratet seit 14. Juni 1540 mit Matthias Wanckel (1511–1571), Propst in Kemberg
- Johannes (Johann) Bernhardi, * 1523 (oder 1522?) in Kemberg, † 1576/1577 in Kemberg, Diakon in Löbejün, verheiratet seit ca. 1550 mit Ester Bohlcken (* ca. 1530 Kemberg)
- Thomas Bernhardi, * 1524 (oder 1534?) in Kemberg, † nach 1576 in Crossen/Oder, Hofrichter in Drossen, verheiratet mit Elisabeth Löhnig (Löhnisch / Lohnichin), Tochter des Kaufmanns Martin Löhnig
- Anna Wanckel, geb. Bernhardi, * ca. 1526 in Kemberg, † 1566 (oder 1583?) in Schmiedeberg, verheiratet seit 9. September 1545 mit Andreas Wanckel I (1516–1583/84), Pfarrer in Schmiedeberg
- Elisabeth Wanckel, geb. Bernhardi, * 1528 in Kemberg, † 1553/1553 in Kemberg, Leiterin der Jungfrauenschule in Kemberg, verheiratet mit Bartholomäus Wanckel (* 1523), Rektor der Kemberger Stadtschule
- Maria Rhode (Rhodius), geb. Bernhardi, * 1532 in Kemberg, † 1556 in Kemberg, verheiratet seit ca. 1548 mit Ambrosius Rhode, Bürgermeister von Kemberg
- Magdalena Bernhardi, * 1534/1535 in Kemberg, † 1540 in Kemberg[1]